# Мойта (Анадія)
Мойта (порт. Moita; МФА: [ˈmoj.tɐ]) — парафія в Португалії, у муніципалітеті Анадія. Розташована в західній частині країни, на теренах історичної португальської провінції Бейра. Входить до складу округу Авейру. За адміністративним поділом, чинним до 1976 року, терени парафії були складовою провінції Берегова Бейра. Належить до Авейрівської діоцезії Католицької церкви. Патрон — святий Яків. Площа — 34,1761 км². Населення — 2484 ос. (2011). Слабо урбанізований регіон. Густота населення — 72,68 осіб/км²
. Код — 010307.

## Географія

Анадія (2013)
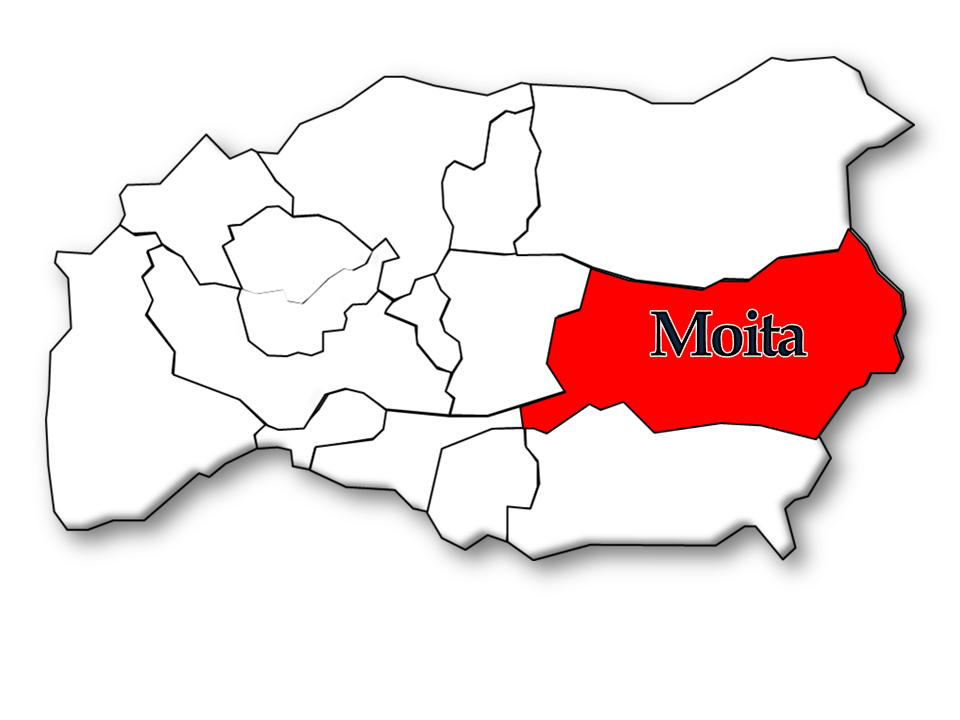
Мойта

## Населення
| Кількість мешканців | Кількість мешканців | Кількість мешканців | Кількість мешканців | Кількість мешканців | Кількість мешканців | Кількість мешканців | Кількість мешканців | Кількість мешканців | Кількість мешканців | Кількість мешканців | Кількість мешканців | Кількість мешканців | Кількість мешканців | Кількість мешканців |
| ------------------- | ------------------- | ------------------- | ------------------- | ------------------- | ------------------- | ------------------- | ------------------- | ------------------- | ------------------- | ------------------- | ------------------- | ------------------- | ------------------- | ------------------- |
| 1864                | 1878                | 1890                | 1900                | 1911                | 1920                | 1930                | 1940                | 1950                | 1960                | 1970                | 1981                | 1991                | 2001                | 2011                |
| 1.427               | 1.580               | 1.710               | 1.671               | 1.763               | 1.766               | 1.912               | 2.042               | 2.329               | 2.529               | 2.604               | 2.406               | 2.583               | 2.733               | 2.484               |